# Lính đánh thuê

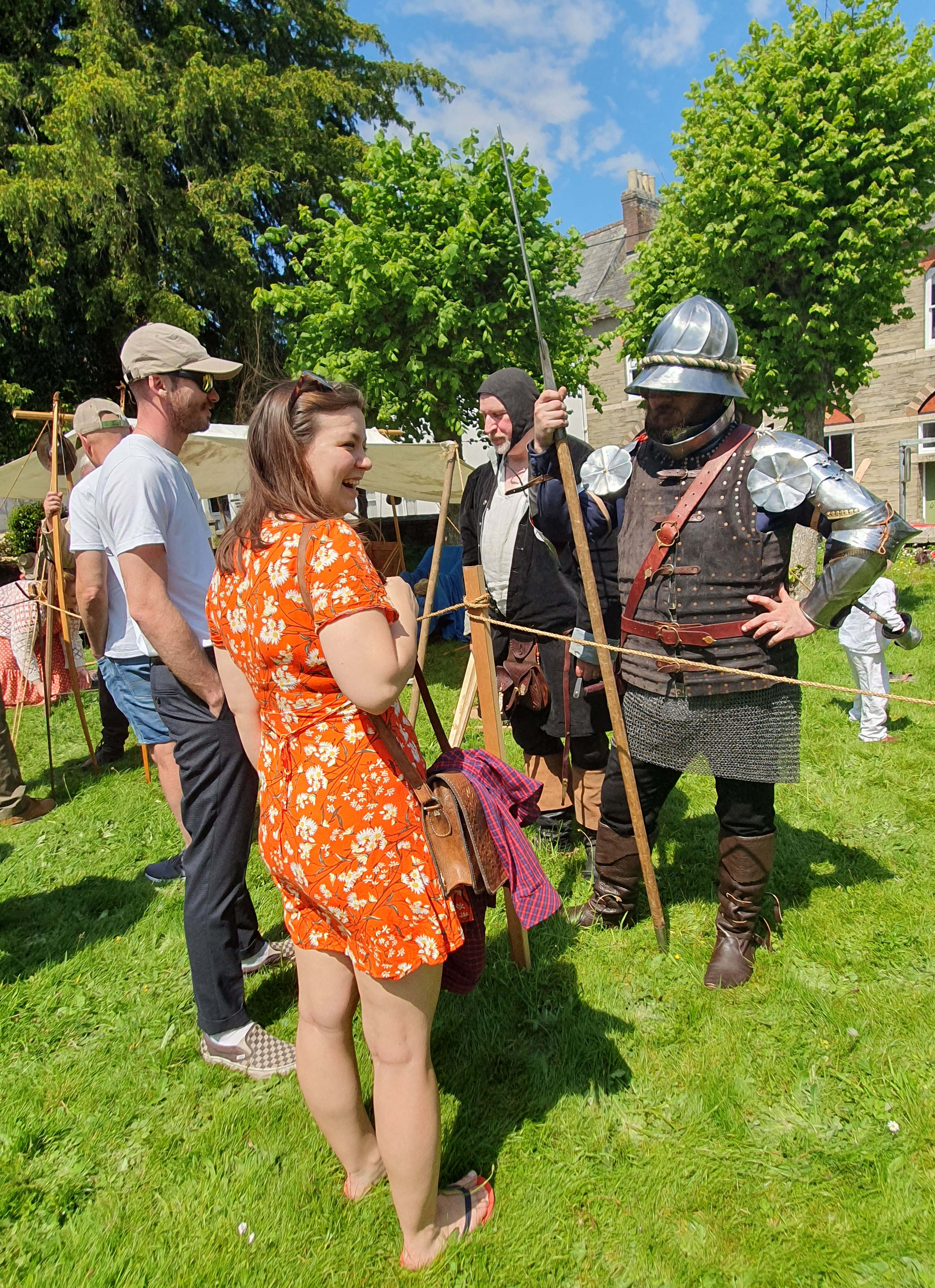
Tái hiện một tay lính đánh thuê thời Trung cổ

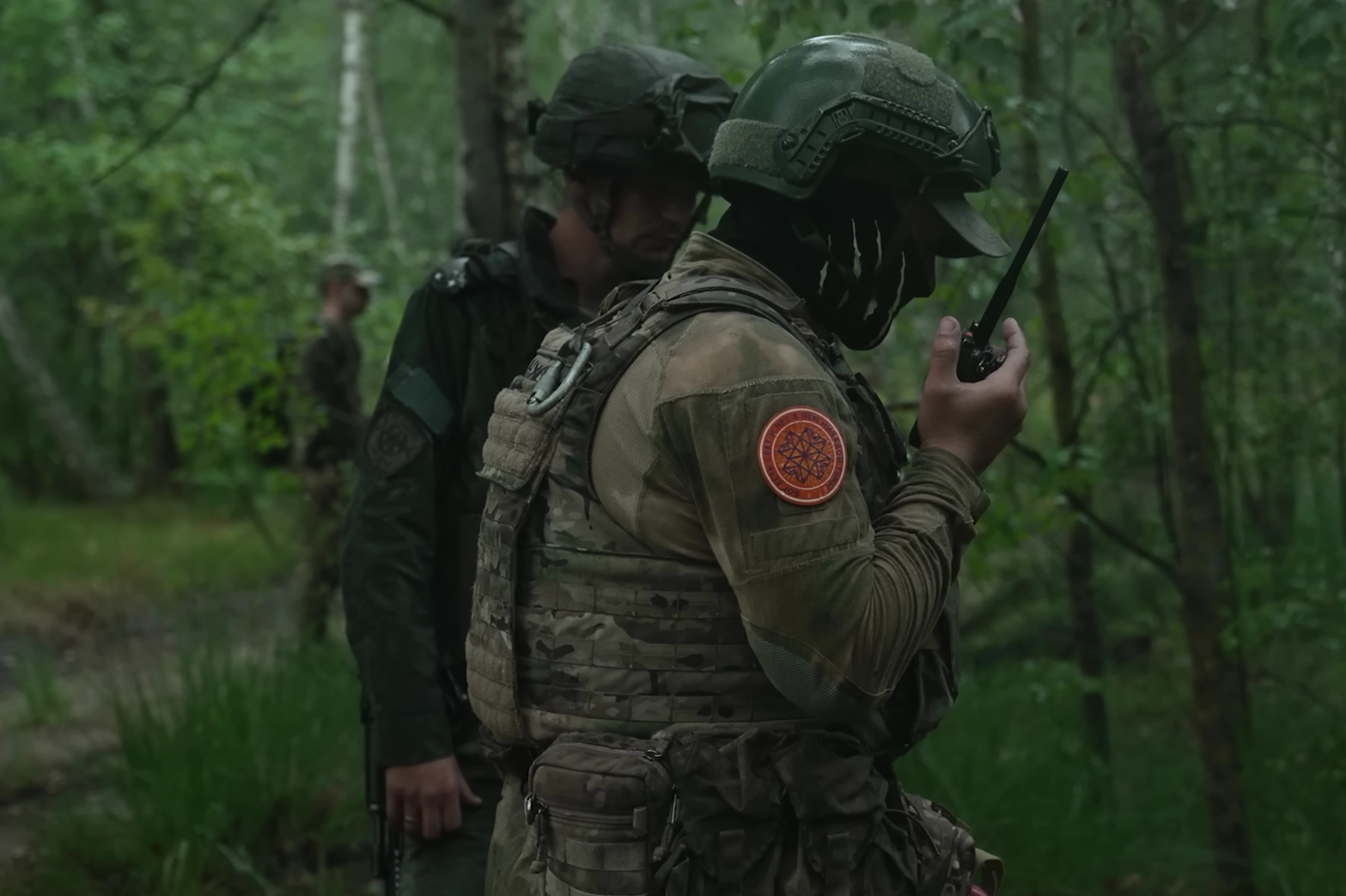
Lực lượng PMC Wagner (Nhóm Wagner) là lực lượng đánh thuê thiện chiến khét tiếng thời nay

Lính đánh thuê (Mercenary) là những người tham gia vào một cuộc xung đột vũ trang hoặc làm nhiệm vụ vũ trang nhưng không phục vụ cho một quốc gia hoặc một bên trong cuộc xung đột mà là những người hành nghề tự do không bị bó buộc và tham gia vào một bên để đổi lấy những lợi ích vật chất khi tham chiến. Một số lính đánh thuê thường là các quân nhân đã giải ngũ/xuất ngũ, họ tham gia dưới danh nghĩa của các Công ty chuyên cung cấp lính đánh thuê như các công ty quân sự tư nhân. Lính đánh thuê không phải là quân nhân thuộc biên chế chính thức. Ngày nay, hầu hết lính đánh thuê đều do các công ty quản lý và họ nhận hợp đồng từ các Chính phủ cần triển khai nhằm mục đích quân sự mà không thể/không cần sử dụng lực lượng vũ trang chính thức hoặc khó thực hiện được như ám sát đối thủ, bắt cóc, chiếm một khu vực quan trọng nào đó, giải cứu các tù nhân. 

## Pháp luật
Điều 1 Công ước quốc tế Chống lại việc tuyển mộ, sử dụng, tài trợ và đào tạo lính đánh thuê năm 1989 quy định về lính đánh thuê như sau:
1. Một lính đánh thuê là bất kỳ người nào:
a. Được tuyển mộ đặc biệt tại địa phương hoặc ở nước ngoài để chiến đấu trong một cuộc xung đột vũ trang;
b. Được đặt động cơ để tham gia chiến sự chủ yếu bởi mong muốn cá nhân và, trên thực tế, được hứa hẹn, bởi hoặc thay mặt một bên trong một cuộc xung đột, bồi thường vật chất cơ bản vượt quá mức hứa hẹn hoặc trả tiền cho các chiến binh của cùng cấp bậc và chức năng tương tự như trong lực lượng vũ trang của bên đó;
c. Không phải là công dân của một quốc gia của các bên trong cuộc xung đột cũng không phải là cư dân của lãnh thổ được kiểm soát bởi một bên trong cuộc xung đột;
d. Không phải là một thành viên của lực lượng vũ trang của một bên trong cuộc xung đột; và
e. Không được gửi bởi một quốc gia không là một bên trong cuộc xung đột thực hiện chính thức như là một thành viên của lực lượng vũ trang của nó.
2. Một lính đánh thuê cũng là bất kỳ người nào, trong bất kỳ tình huống nào khác mà:
a. Được tuyển mộ đặc biệt tại địa phương hoặc ở nước ngoài với mục đích tham gia vào một hành động bạo lực phối hợp nhằm:
i. lật đổ một Chính phủ, hay phá hoại trật tự hiến pháp của một quốc gia; hoặc
ii. phá hoại sự toàn vẹn lãnh thổ của một quốc gia;
b. Động cơ để tham gia chủ yếu bởi mong muốn có được thông tin quan trọng và / hoặc thanh toán bồi thường vật chất;
c. Không là công dân của một quốc gia và cũng không phải là một cư dân của quốc gia dựa vào đó như một hành động là đạo diễn;
d. Không được gửi bởi một quốc gia thi hành công vụ; và
e. Không phải là thành viên của lực lượng vũ trang của quốc gia trên lãnh thổ có các hành động được thực hiện.
Ở Việt Nam, Điều 424 Bộ luật Hình sự năm 2015 của Việt Nam quy định tội tuyển mộ, huấn luyện hoặc sử dụng lính đánh thuê như sau: Tội tuyển mộ, huấn luyện hoặc sử dụng lính đánh thuê: "Người nào tuyển mộ, huấn luyện hoặc sử dụng lính đánh thuê nhằm chống lại một quốc gia hoặc một vùng lãnh thổ độc lập, có chủ quyền, thì bị phạt tù từ 10 năm đến 20 năm hoặc tù chung thân". Công dân Việt Nam làm lính đánh thuê cho một tổ chức nước ngoài có thể bị tước quốc tịch Việt Nam, nếu có hành vi gây phương hại nghiêm trọng đến nền độc lập dân tộc, đến sự nghiệp xây dựng và bảo vệ Tổ quốc Việt Nam hoặc đến uy tín của nước Cộng hoà xã hội chủ nghĩa Việt Nam.